# Parepa-Rușani
Parepa-Rușani – wieś w Rumunii, w okręgu Prahova, w gminie Colceag. W 2011 roku liczyła 1061 mieszkańców.